# Phyllospongia fissurata
Phyllospongia fissurata är en svampdjursart som beskrevs av Lendenfeld 1889. Phyllospongia fissurata ingår i släktet Phyllospongia och familjen Thorectidae.
Artens utbredningsområde är havet kring Australien. Inga underarter finns listade i Catalogue of Life.